# Município de Amherst (Ohio)
Localização do Ohio nos E.U.A.
O município de Amherst (em inglês: Amherst Township) é um município localizado no condado de Lorain no estado estadounidense de Ohio. No ano 2010 tinha uma população de 6844 habitantes e uma densidade populacional de 170,56 pessoas por km².

## Geografia
O município de Amherst encontra-se localizado nas coordenadas 41° 22′ 46″ N, 82° 12′ 27″ O. Segundo o Departamento do Censo dos Estados Unidos, o município tem uma superfície total de 40.13 km², da qual 39.9 km² correspondem a terra firme e (0.57%) 0.23 km² é água.

## Demografia
Segundo o censo de 2010, tinha 6844 pessoas residindo no município de Amherst. A densidade de população era de 170,56 hab./km².